# Calle Viana (Viña del Mar)
La calle Viana es parte del Par Vial "Viana-Álvarez" de Viña del Mar en la Región de Valparaíso, Chile. Mientras la calle Viana hace el tránsito vial hacia el oeste, la calle Álvarez lo hace hacia el este. El paseo en el bandejón central de esta avenida fue remodelado en 2003-05 cuando fue de soterrada la línea ferroviaria (que entonces pasaba por ahí en un terraplén elevado), para el paso subterráneo del nuevo Metro de Valparaíso. Esta arteria recibe gran flujo vehicular desde las comunas del interior, ya que da paso, en el sector del Reloj de flores y Caleta Abarca, a la Avenida España, que une Viña del Mar con la contigua capital regional Valparaíso.
Viana es llamada así por el lugar donde nació el empresario naviero Francisco Alvares, la ciudad de Viana do Castelo, ubicada al extremo norte de Portugal cerca de la frontera con España. La calle Viana históricamente fue una vía de un sentido, hacia el centro de Viña desde Valparaíso quedando su homóloga Álvares por ambos sentidos. Desde su reinauguración en 2006, Viana hoy circula a la inversa, es decir, hacia Valparaíso.

## Calle Limache
Antes de esta calle, está la calle Limache. Limache sigue haciendo el rol de Viana de la misma forma que la hace el Par Vial. Esta calle tiene actividad comercial y residencial. Se divide en tramos ya que la rotonda del Troncal Sur la divide. La calle tiene su origen en el antiguo camino a Limache desde el centro de la hacienda de Viña hacia la zona del Olivar, Quilpué, El Sauce y Peñablanca (en Villa Alemana) hasta la hacienda Limachina. Tras la remodelación del Par Vial, la calle ha permanecido sin alternaciones de denominación hasta hoy.
- Datos: Q43667553
- Multimedia: Calle Viana, Viña del Mar / Q43667553